# Un flic à la maternelle 2
Série
Un flic à la maternelle
(1990)
Pour plus de détails, voir Fiche technique et Distribution.
Un flic à la maternelle 2 (Kindergarten Cop 2) est un film américain réalisé par Don Michael Paul, sorti en 2016. Il fait suite à Un flic à la maternelle d'Ivan Reitman sorti en 1990 au cinéma ; il n'a cependant aucun lien avec son prédécesseur.

## Synopsis
Dans le but de récupérer des données volées sensibles insérées dans une clé USB et concernant le programme fédéral de protection des témoins, un agent du FBI se fait passer pour un enseignant de maternelle. Imaginant cette mission bien plus aisée que ce qu'il a pu faire auparavant, l'agent Zack Reed est loin d'imaginer ce qui l'attend. Il va cependant pouvoir compter sur l'aide de son partenaire, l'agent Sanders.

## Fiche technique
Sauf indication contraire, les informations mentionnées dans cette section peuvent être confirmées par la base de données cinématographiques IMDb,  présente dans la section « Liens externes ».
- Titre français : Un flic à la maternelle 2
- Titre original : Kindergarten Cop 2
- Réalisation : Don Michael Paul
- Scénario : David H. Steinberg
- Production : Mike Eliott, Greg Holstien
- Production exécutive :
- Société de production : Capital Arts Entertainment, Imagine Entertainment, Universal 1440 Entertainment, Universal 1440 Entertainment, Where's Arnold Productions
- Budget :
- Musique : Jake Monaco
- Photographie :
- Montage :
- Décors :
- Costumes :
- Pays d'origine :  États-Unis
- Langue : anglais
- Lieux de tournage :
- Format : Couleurs -
- Genre : comédie policière et action
- Durée : 100 minutes
- Dates de sortie :
  - États-Unis : 17 mai 2016 (DVD)
  - France : 18 mai 2016 (vidéo à la demande)
  - France : 1er juin 2016 (DVD)

## Distribution
- Dolph Lundgren (VF : Luc Bernard) : Reed
- Darla Taylor (VF : Véronique Picciotto) : Olivia
- Bill Bellamy : Sanders
- Aleks Paunovic : Zogu
- Sarah Strange (VF : Ilana Castro) : Madame Sinclaire
- Danny Wattley : Giardello
- Michael P. Northey (VF : Stéphane Bazin) : Hal
- Abbie Magnuson : Molly
- Blake Stadel : Père de Molly
- Dean Petriw : Jett
- Tyreah Herbert : Hannah
- Valencia Budijanto : Patience
- Michael Adamthwaite : Sokol
- Andre Tricoteux : Valmir
- William Budijanto : Tripp
- Raphael Alejandro : Cowboy
- Enid-Raye Adams : Mère de Jett
- Rebecca Olson : Katja
- Shannon Spears : Professeur de musique
- Josiah Black : Jason Flaherty
- Matilda Shoichet-Stoll : Sophie
- Fiona Vroom : Michelle
- Philip Cabrita : Gomez
- Jen Griffin : Madame Flaherty
- Oscar Hartly : Simon
- Jody Thompson, Cameron McDonald, Nicholas Carella, Ecstasia Sanders et Jenny Sanderson : Parents

## Production
En 2015, une suite à Un flic à la maternelle est annoncée. Arnold Schwarzenegger confirme qu'il ne reprendra pas son rôle de John Kimble.
Le tournage a lieu de juillet à août 2015, au Canada, dans la province de Colombie-Britannique notamment à Vancouver et Langley.

## Autour du film
Comme de nombreux autres films et séries télévisées, ce film utilise le cri Wilhelm quand Reed frappe un homme avec un distributeur automatique.

## Série animée
Le 23 avril 2021, Arnold Schwarzenegger double le personnage principal de la série animée du film Un flic à la maternelle, intitulée Superhero Kindergarten, qui est diffusée aux États-Unis sur la chaine Kartoon Channel et qui fait 2 millions de spectateurs en audience.